# Thạch Dũng
Thạch Dũng (chữ Hán: 石勇) là một nhân vật trong tiểu thuyết Thủy Hử của Thi Nại Am (có thuyết cho rằng đây là bút danh khác của La Quán Trung). Ông là một trong 108 vị anh hùng Lương Sơn. Ông thuộc hàng 72 Địa Sát Tinh.

## Lên Lương Sơn
Thạch Dũng vốn là một tay chơi cờ bạc xuất thân ở phủ Đại Danh sau vì đánh chết người nên trốn sang nhà Sài Tiến để ở, rồi ông đi tìm Tống Giang thì nghe nói Tống Giang đang ở nhà Khổng thái công trên núi Bạch Hổ và gia đình Tống Giang đưa cho ông một phong thư gửi đến Tống Giang, lúc Tống Công Minh vào 1 quán rượu gặp Thạch Dũng nghe ông kể chuyện ấy liền mời ông lên Lương Sơn nhập bọn.

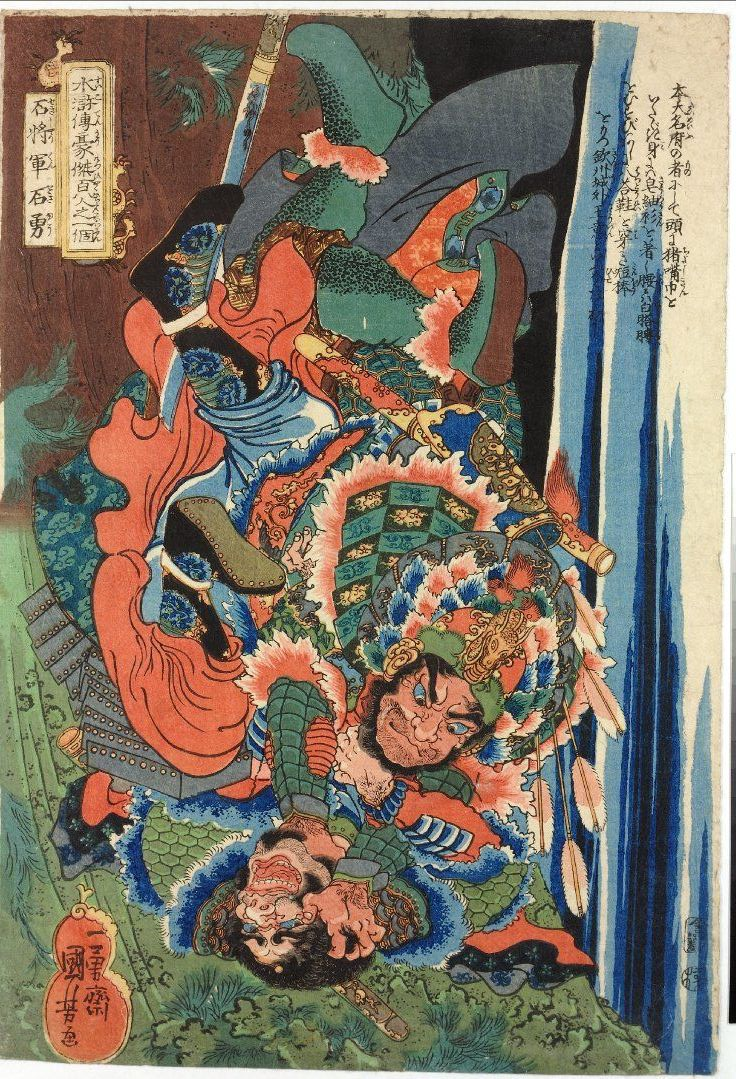
Hồi 118 - trận Hấp Châu, Vương Dần hất thương đâm Thạch Dũng

## Tử trận
Sau này qua Giang Nam đánh Phương Lạp Lư Tuấn Nghĩa đánh thành Hấp Châu quân Phương Lạp bỏ chạy Thạch Dũng và Lý Vân đụng độ với đại tướng Vương Dần, cả hai đánh không lại đểu bị Vương Dần đâm chết.